# Sharpsburg (Carolina del Norte)
Sharpsburg es un pueblo ubicado en el condado de Edgecombe, condado de Nash y condado de Wilson en el estado estadounidense de Carolina del Norte. La localidad en el año 2000, tenía una población de 2.421 habitantes en una superficie de 2,4 km², con una densidad poblacional de 1021,9 personas por km².

## Geografía
Sharpsburg se encuentra ubicado en las coordenadas 35°51′59″N 77°49′51″O / 35.86639, -77.83083. Según la Oficina del Censo, la localidad tiene un área total de 2,4 km² (0,9 mi²), de la cual 2,4 km² (0,9 mi²) es tierra y 0 km² (0 mi²) (0.0%) es agua.

### Localidades adyacentes
El siguiente diagrama muestra a las localidades en un radio de 20 kilómetros (12,4 mi) de Sharpsburg.

## Demografía
En el 2000 la renta per cápita promedia del hogar era de $27.908, y el ingreso promedio para una familia era de $30.192. El ingreso per cápita para la localidad era de $12.603. En 2000 los hombres tenían un ingreso per cápita de $26.818 contra $21.422 para las mujeres. Alrededor del 22.50% de la población estaba bajo el umbral de pobreza nacional.